# Rebecca, la prima moglie (romanzo)
Rebecca, la prima moglie (Rebecca) è un romanzo di Daphne du Maurier, scritto e pubblicato nel 1938.
Il romanzo fu tradotto in moltissime lingue, fino a risultare l'opera di narrativa più letta nell'anno di prima pubblicazione.

## Trama
A Montecarlo la narratrice senza nome, una giovane dama di compagnia che lavora per una ricca signora statunitense, conosce il ricco vedovo Maxim de Winter, dal carattere scostante e misterioso. Dopo due settimane di corteggiamento, Maxim propone molto freddamente alla giovane donna, ventenne, di sposarlo e seguirlo nella sua elegante dimora di Manderley, in Cornovaglia. La protagonista accetta, abbandonando così la sua vita precedente.
Nel trasferirsi a Manderley, tuttavia, la nuova signora de Winter incontra molte difficoltà nell'adattarsi a un ambiente talmente raffinato: la sua timidezza e goffaggine stridono con la mondanità, eleganza e bellezza della defunta Rebecca de Winter, la precedente moglie di Maxim morta in un tragico incidente a bordo del proprio panfilo, e il cui ricordo è ancora ben presente. La servitù, ancora abituata a gestire la casa come avrebbe voluto Rebecca, coglie immediatamente lo scarto fra le due figure; in particolare la signora Danvers, tetra e inquietante governante della casa, sfruttando l'inesperienza della seconda signora de Winter, manifesta prima indirettamente, poi più apertamente la sua ostilità nei confronti della giovane narratrice. La signora Danvers aveva accudito Rebecca fin dalla giovinezza e ne sembra alimentare morbosamente il ricordo ossessionante mantenendo intatta la casa come era stata lasciata dalla donna prima di morire. Per tormentare la narratrice, non perde occasioni per sottolineare la sua incapacità ricordandole come Rebecca agisse diversamente nel gestire Manderley, insinuando la sua inferiorità nei confronti della precedente padrona della tenuta. 
Il colmo della persecuzione psicologica da parte della signora Danvers avviene in occasione del ballo in maschera che si tiene ogni anno nella residenza: l'anziana donna consiglia alla sua vittima di indossare un abito ispirato al ritratto di Caroline de Winter, un'antenata di Maxim. La giovane segue il consiglio della signora Danvers, senza sapere che quello era proprio il vestito indossato da Rebecca in occasione dell'ultimo ballo in maschera organizzato poco prima della sua morte. Nel vedere la sua nuova moglie vestita come Rebecca, Maxim si infuria e le intima di andarsi a cambiare d'abito. Il giorno seguente la giovane donna si confronta con la signora Danvers, che le esprime ormai apertamente il suo disprezzo perché crede che voglia prendere il posto di Rebecca come nuova signora de Winter e la incita a suicidarsi gettandosi da una finestra. L'attenzione delle due donne viene in quel momento attirata su dei razzi di segnalazione provenienti dalla spiaggia vicina; si scopre che una nave si è arenata per via della nebbia fitta. Durante le operazioni di ispezione dello scafo, un sommozzatore scopre il relitto del panfilo di Rebecca, trovando anche il suo cadavere decomposto nella cabina. 
Lo sconvolgente episodio incita Maxim a rivelare alla moglie la verità, ovvero che ha ucciso lui la moglie con un colpo di pistola trapassandole il cuore, spostando poi il cadavere sulla sua imbarcazione e affondandola, simulando così un incidente dovuto al forte vento. L'uomo prosegue la sua confessione spiegando di essere stato spinto al delitto per via del tipo di relazione che aveva con Rebecca: i due si odiavano profondamente; Rebecca era una donna falsa e solo apparentemente innocente, dedita a manipolare le persone per mettersi in luce. Nella notte che fu uccisa, Rebecca aveva provocato il marito dicendogli di essere incinta di un altro uomo e che avrebbe fatto crescere il bambino spacciandolo per un de Winter. La protagonista non sembra essere turbata dal fatto che il marito sia un assassino, ma gli offre al contrario la sua complicità in quanto moglie. Inoltre, si rivela sollevata che l'unica donna che Maxim avesse mai amato sia lei stessa, fugando i dubbi che aleggiavano nella sua mente riguardo al matrimonio con un uomo che credeva l'avesse chiesta in moglie solo per colmare la sua solitudine.
Per via delle recenti scoperte, Maxim viene convocato in tribunale per chiudere formalmente le indagini. Viene qui scoperto che l'imbarcazione di Rebecca era stata danneggiata di proposito per farla affondare, ma nonostante la posizione sospetta di Maxim si giunge a un verdetto di suicidio. Tuttavia, il cugino di primo grado di Rebecca e anche suo amante, Jack Favell, cerca di ricattare Maxim minacciandolo di rivelare che la donna era stata assassinata, sostenendo di poterlo provare grazie a un biglietto inviatogli da Rebecca la notte della morte. I tentativi di Favell di ricattare e in seguito di smascherare Maxim falliscono entrambi: si viene a sapere dal dottor Baker, un medico consultato da Rebecca il giorno della sua morte, che la donna era malata terminale di cancro e che per via di una malformazione all'utero non avrebbe mai potuto avere bambini. Viene dunque confermato il verdetto di suicidio, visto come mezzo usato dalla defunta per sfuggire a una morte lenta. Scagionato dalle accuse, Maxim comprende che Rebecca lo aveva usato, incitandolo di proposito a ucciderla in modo da evitare una morte lenta per malattia. 
La narrazione si chiude con il ritorno dei coniugi dalla residenza londinese del dottor Baker a Manderley. Maxim ha un pessimo presentimento e vuole affrettare il suo rientro: le sensazioni infauste dell'uomo vengono confermate, poiché, arrivati in vista di Manderley, vede la residenza avvolta dalle fiamme nel bagliore distante della notte. Si comprende che l'incendio è stato appiccato dalla signora Denvers, a suo modo ossessionata dal mito della prima moglie Rebecca 

## Opere derivate
Da Rebecca è stata tratta una versione per il teatro, mentre Orson Welles - nell'anno stesso della pubblicazione del romanzo - produsse un fortunato adattamento radiofonico.

### Cinema
Nel 1940 Alfred Hitchcock si basò sul romanzo per un film, Rebecca - La prima moglie, vincitore di due premi Oscar. Nel 2020 è uscito Rebecca, film di Ben Wheatley e rifacimento del film di Hitchcock.

### Televisione
- Rebecca (1962) - Film TV

- Rebecca (1969) - Sceneggiato TV
- Rebecca (1979) - Film TV
- Rebecca (1997) - Miniserie TV
- Rebecca, la prima moglie (2008) - Miniserie TV

### Seguiti
Alcuni autori si sono cimentati nella scrittura di seguiti del romanzo:
- La signora de Winter (Mrs. de Winter, 1993), di Susan Hill, (conosciuto anche con il titolo La signora de Winter: il seguito di Rebecca di Daphne du Maurier)
- The Other Rebecca (1996), di Maureen Freely
- Il segreto di Rebecca (Rebecca's Tale, 2001), di Sally Beauman